# Ханкі (футбольний клуб)
Футбольний клуб «Ханкі» або просто «Ханкі» — професійний узбецький футбольний клуб з містечка Ханкі Хорезмської області.

## Назви клубу
- 1972—1974 — «Янгіарик»
- 1975 — «Ханкі» (Янгіарик)
- 1976 — «Хорезм» (Янгіарик)
- 1977—1986 — «Хорезм» (Ханкі)
- 1987—1988 — «Ханкі»

## Історія
Футбольний клуб «Янгіарик» було засновано в 1971 році в мічтечку Янгіарик Хорезмської області. У цьому році клуб переміг в Чемпіонаті Узбецької РСР. В 1972 році дебютував у 5-ій групі Другої ліги Чемпіонату СРСР. В 1975 році змінив назву на «Ханкі» (Янгіарик), а в 1976 році — на «Хорезм» (Янгіарик).
В 1977 році клуб переїхав до містечка Ханкі (25 км на північ) і змінив назву на «Хорезм» (Ханкі). В 1987 році змінив назву на «Ханкі». В 1984 році не виступав у Другій лізі, але взяв участь в Чемпіонаті Узбецької РСР та переміг в ньому. В 1985 році повернувся до Другої ліги. В 1988 році взяв участь у розіграші Кубку СРСР. По завершенні сезону зайняв 8-ме місце, але на сезон 1989 року на його місце заявився Джейхун Урген. Після цього клуб було розформовано.

## Досягнення
- Чемпіонат Узбецької РСР з футболу
  -  Чемпіон (2): 1971, 1984

- Кубку СРСР
  - 1/64 фіналу (1): 1988/89

## Статистика виступів у Чемпіонатах СРСР

### Чемпионаты СССР
| Сезони | Ліга                 | Назва             | І  | В  | Н  | П  | ЗМ | ПМ | О  | Місце (к-ть. учасн.) | Гол.тренер          | Бомбардир (голи)                 |
| 1972   | Друга ліга 5-та зона | «Янгіарик»        | 32 | 11 | 14 | 7  | 21 | 18 | 36 | 6 (18)               | Є.Валицький         | М.Гулямов (6)                    |
| 1973   | Друга ліга 6-та зона | «Янгіарик»        | 30 | 10 | 10 | 10 | 30 | 36 | 27 | 10 (16)              | С.Стадник           | В.Моісеєв (11)                   |
| 1974   | Друга ліга 1-ша зона | «Янгіарик»        | 30 | 11 | 9  | 10 | 27 | 33 | 31 | 8 (16)               | І.Тазетдінов        | А.Кривоногов (7)                 |
| 1975   | Друга ліга 1-ша зона | «Ханкі» Янгіарик  | 34 | 16 | 9  | 9  | 48 | 38 | 41 | 4 (18)               | В.Любушин           | А.Меліков (8)                    |
| 1976   | Друга ліга 2-га зона | «Хорезм» Янгіарик | 40 | 13 | 11 | 16 | 32 | 39 | 37 | 15 (21)              | В.Любушин           | А.Кривоногов (4)                 |
| 1977   | Друга ліга 5-та зона | «Хорезм» Ханкі    | 40 | 20 | 8  | 12 | 50 | 35 | 48 | 4 (21)               | С.Доценко           | Х.Коксеніді (15)                 |
| 1978   | Друга ліга 5-та зона | «Хорезм» Ханкі    | 44 | 19 | 13 | 12 | 66 | 43 | 51 | 8 (23)               | С.Доценко           | А.Кривоногов (19)                |
| 1979   | Друга ліга 5-та зона | «Хорезм» Ханкі    | 46 | 19 | 8  | 19 | 66 | 72 | 46 | 10 (24)              | С.Доценко           | А.Кривоногов (23)                |
| 1980   | Друга ліга 6-та зона | «Хорезм» Ханкі    | 36 | 18 | 9  | 9  | 53 | 36 | 45 | 5 (19)               | С.Доценко           | Ю.Усиков (13)                    |
| 1981   | Друга ліга 6-та зона | «Хорезм» Ханкі    | 40 | 16 | 11 | 13 | 60 | 45 | 43 | 9 (21)               | Я.Капров            | А.Самигін (16)                   |
| 1982   | Друга ліга 7-ма зона | «Хорезм» Ханкі    | 36 | 16 | 9  | 11 | 48 | 41 | 41 | 5 (19)               | С.Доценко           | А.Самигін (16)                   |
| 1983   | Друга ліга 7-ма зона | «Хорезм» Ханкі    | 40 | 10 | 7  | 23 | 27 | 79 | 27 | 18 (21)              | В.Іванов            | А.Самигін, Л.Рофман, С.Чачин (6) |
| 1985   | Друга ліга 7-ма зона | «Хорезм» Ханкі    | 32 | 13 | 10 | 9  | 34 | 26 | 36 | 5 (17)               | С.Доценко, Я.Капров | Ф.Якубов (6)                     |
| 1986   | Друга ліга 7-ма зона | «Хорезм» Ханкі    | 36 | 13 | 10 | 13 | 36 | 35 | 36 | 9 (19)               | Я.Капров            | А.Рахімов (9)                    |
| 1987   | Друга ліга 7-ма зона | «Ханкі»           | 36 | 19 | 8  | 9  | 49 | 26 | 46 | 2 (19)               | В.Василенко         | О.Єремеєв (14)                   |
| 1988   | Друга ліга 7-ма зона | «Ханкі»           | 36 | 16 | 5  | 15 | 60 | 50 | 37 | 8 (19)               | М.Атаджанов         | К.Новіков (12)                   |

### Статистика виступів у Кубку СРСР
| Сезон     | Ліга       | Назва   | І | В | Н | П | ЗМ | ПМ | стадія      |
| 1988/1989 | Кубок СРСР | «Ханкі» | 1 | 0 | 0 | 1 | 1  | 2  | 1/64 фіналу |

### Чемпіонати Узбецької РСР
| Сезони | Ліга              | Назва          | І | В | Н | П | ЗМ | ПМ | О | Місце |
| 1971   | Чемпіонат Уз. РСР | «Янгіарик»     |   |   |   |   |    |    |   | 1     |
| 1984   | Чемпіонат Уз. РСР | «Хорезм» Ханкі |   |   |   |   |    |    |   | 1     |

## Відомі гравці
| - Равіль Агішев - Олег Єремеєв - Віталій Дорофеєв - / Олександр Іванков - Шухрат Ішбутаєв - Марат Кабаєв - Микола Куликов - Рузмет Курязов - Геннадій Михайлуца - Констянтин Новіков - Абдусаттар Рахімов - Леонід Рофман | - / Улугбек Рузимов - Володимир Сабіров - Олександр Самигін - Володимир Цирін - Віталій Цибін - Сергій Чачин - Олег Чумак - В'ячеслав Ширин - Тураберди Шаймарданов - Равшан Юнусов - Фатек Якубов |

## Відомі тренери
- 1972—1973:  Євгеній Валицький
- 1973:  Станіслав Стадник
- 1974:  Ідгай Тажетдінов
- 1975—1976:  Валерій Любушин
- 1977—1980:  Сергій Доценко
- 1981:  Яків Капров
- 1982:  Сергій Доценко
- 1983:  Віктор Іванов

…
- 1985–06.1985:  Сергій Доценко
- 07.1985–1986:  Яків Капров
- 1987—1988:  Валерій Василенко
- 1988:  Н. Атаджанов

…